# Megalópolis del noreste

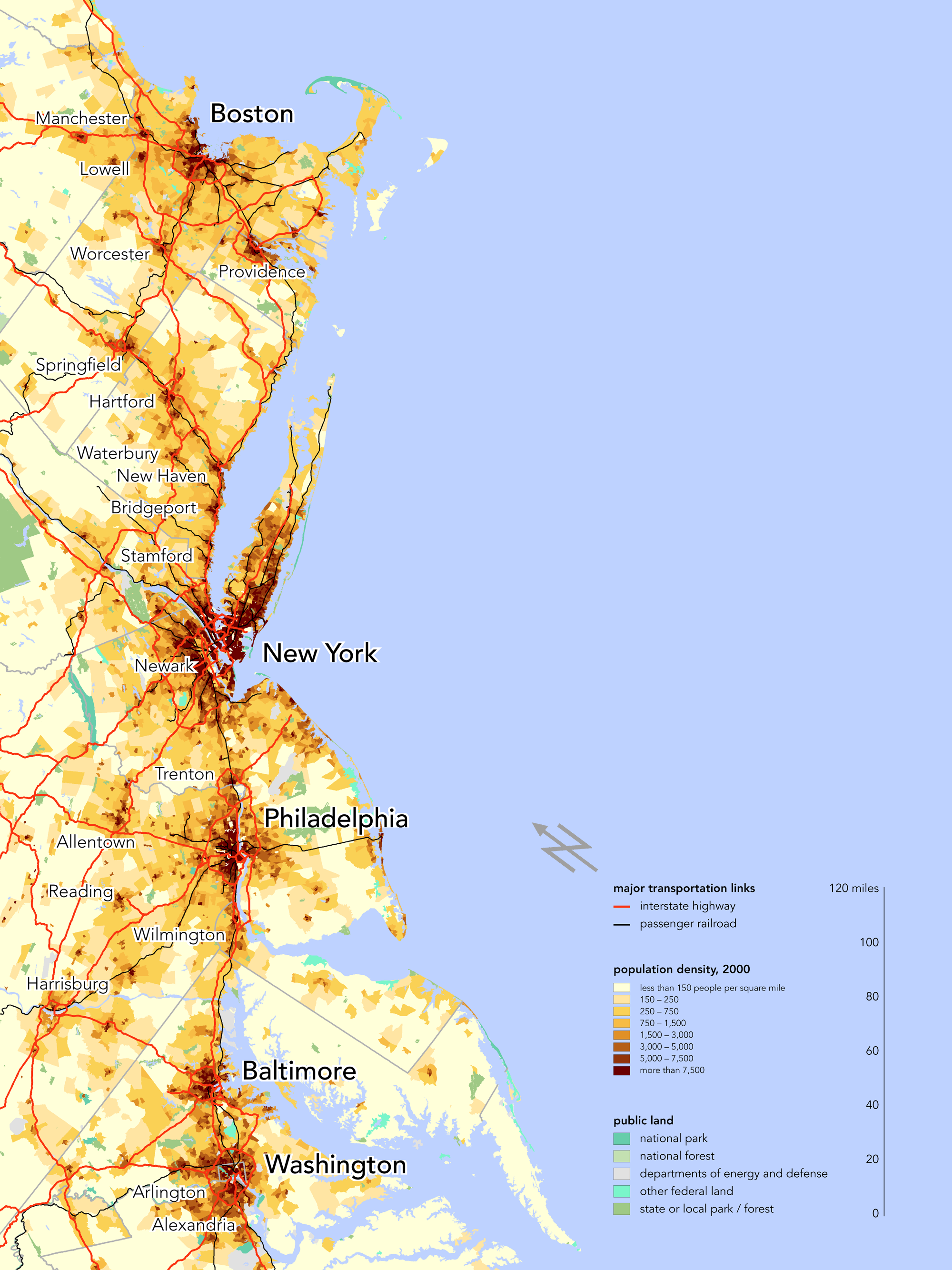
Densidad de población de la Megalópolis del noreste.

La Megalópolis del noreste, también conocida como el Corredor Noreste, Corredor Acela, Corredor Boston-Washington, BosWash o BosNYWash, es la megalópolis más poblada exclusivamente dentro de los Estados Unidos, con un poco más de 50 millones de residentes en 2022. Es la megalópolis más grande del mundo por población y producción económica.
Ubicada principalmente en la costa atlántica en el noreste de los Estados Unidos, la megalópolis se extiende desde los suburbios del norte de Boston hasta Washington D. C., y se extiende aproximadamente al suroeste a lo largo de una sección de la U.S. Route 1, la Interestatal 95 y la línea de tren del Corredor Noreste. A veces se define de manera más amplia para incluir otras regiones urbanas, incluidas las regiones de Richmond y Hampton Roads al sur; Portland, Maine y Mánchester, New Hampshire, al norte; y Harrisburg, Pensilvania, al oeste.
La región incluye muchas de las áreas metropolitanas más pobladas del país, incluidas las de la Ciudad de Nueva York, Filadelfia, Washington D. C., Boston y Baltimore. En 2022, albergaba a más de 50 millones de personas, aproximadamente el 17 % de la población de Estados Unidos en menos del 2 % de la superficie del país, con una densidad de población de aproximadamente 390 personas por kilómetro cuadrado, mucho más que el promedio de Estados Unidos de 31 personas por kilómetro cuadrado. Al menos una proyección estima que el área crecerá a 58,1 millones de personas para 2025.
El geógrafo francés Jean Gottmann popularizó el término "megalópolis" en su estudio de 1961 sobre la región, Megalopolis: The Urbanized Northeastern Seaboard of the United States. Gottmann concluyó que las ciudades de la región, aunque discretas e independientes, están vinculadas entre sí de manera única a través de la interrelación de sus zonas suburbanas, adoptando algunas características de una única ciudad masiva: una megalópolis, un término que adoptó de una antigua ciudad griega del mismo nombre que se nombró a sí misma por sus aspiraciones de convertirse en la ciudad griega más grande.

## Región
La Megalópolis del Noreste incluye muchos de los centros financieros y políticos de influencia de los Estados Unidos, incluida la capital nacional, Washington D. C., y la totalidad o parte de 12 estados (de norte a sur): Maine, Nuevo Hampshire, Massachusetts, Rhode Island, Connecticut, Nueva York, Nueva Jersey, Pensilvania, Delaware, Maryland, Virginia Occidental y Virginia. La región está conectada por la Interestatal 95 y la Ruta 1 de EE. UU., que comienzan en Miami y Key West, Florida, respectivamente, en el sur, y terminan en Maine en la frontera entre EE. UU. y Canadá. También está conectada por la línea ferroviaria del Corredor Noreste, la línea ferroviaria de pasajeros más transitada del país, que es administrado por Amtrak y por varias agencias ferroviarias de cercanías.
En la región viven más de 50 millones de personas, y sus áreas estadísticas metropolitanas son contiguas desde Washington D. C., en el sur, hasta Boston en el norte. No obstante, no está poblada de manera uniforme entre las ciudades terminales, y hay regiones nominalmente dentro del corredor pero ubicadas lejos de las principales líneas de tránsito que han sido ignoradas por la urbanización.
La región representa más del 20% del producto interno bruto de los EE. UU. En ella se encuentran dos de las mayores bolsas de valores del mundo (la Bolsa de Valores de Nueva York y Nasdaq), la sede de las Naciones Unidas en Nueva York, y los centros ejecutivo, legislativo y judicial del gobierno federal de los EE. UU. (la Casa Blanca, el Capitolio y la Corte Suprema) en Washington D. C. Asimismo, aquí tienen sus sedes algunas de las organizaciones de medios más grandes de los Estados Unidos y del mundo, como ABC, NBC, CBS, NPR, PBS, Fox, Comcast, The New York Times Company, USA Today, New York Post, The Wall Street Journal, Newsday, The Washington Post y The Boston Globe.
En la región se encuentran las sedes globales de muchas de las principales empresas financieras, entre ellas JP Morgan Chase, Citigroup, Goldman Sachs, Morgan Stanley, Fannie Mae, Freddie Mac, Capital One, The Vanguard Group y Fidelity. Entre las 500 empresas más grandes del mundo, 54 tienen su sede en la megalópolis del noreste. Entre las 500 empresas más grandes con sede en los EE. UU., 162 tienen su sede en la región. La región es el centro de la industria mundial de fondos de cobertura, que tiene su base predominante en la ciudad de Nueva York y en las ciudades suburbanas de Greenwich y Stamford, en Connecticut.
La megalópolis del noreste alberga cientos de universidades, incluidas varias que se encuentran entre las universidades más prestigiosas del mundo, como Harvard y el Instituto de Tecnología de Massachusetts, ambas en Cambridge, Massachusetts; Brown en Providence, Rhode Island; Yale en New Haven, Connecticut; Columbia en la ciudad de Nueva York; Princeton en Princeton, Nueva Jersey; la Universidad de Pensilvania en Filadelfia; Johns Hopkins en Baltimore y Georgetown en Washington D. C.

## Población
| Estado           | Ciudad           | Población  |
| ---------------- | ---------------- | ---------- |
| Nuevo Hampshire  | Mánchester       | 112 673    |
| Massachusetts    | Boston           | 8 285 407  |
| Massachusetts    | Worcester        | 185 428    |
| Massachusetts    | Springfield      | 153 606    |
| Rhode Island     | Providence       | 179 883    |
| Connecticut      | Hartford         | 1 212 381  |
| Connecticut      | New Haven        | 846 766    |
| Connecticut      | Stamford         | 118 475    |
| Nueva York       | Nueva York       | 22 085 649 |
| Nueva Jersey     | Jersey City      | 247 597    |
| Nueva Jersey     | Newark           | 277 140    |
| Pensilvania      | Filadelfia       | 5 965 343  |
| Delaware         | Wilmington       | 70 166     |
| Maryland         | Baltimore        | 2 690 886  |
| Washington D. C. | Washington D. C. | 8 026 807  |
| Virginia         | Richmond         | 1 175 654  |
| TOTAL            | TOTAL            | 52 332 123 |

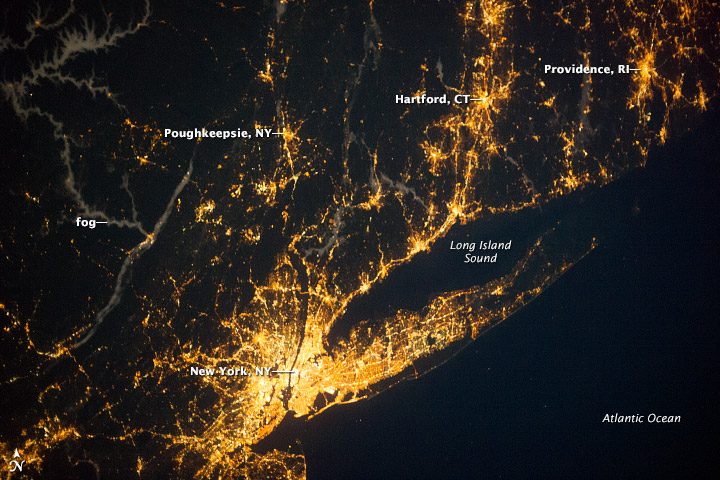
Vista nocturna del área metropolitana de Nueva York, hogar de más de 20 millones de residentes.

Desde finales del siglo XIX, Nueva York es uno de los principales centros mundiales de comercio y finanzas. Está considerada como una ciudad global, dadas sus influencias a nivel mundial en los medios de comunicación, en la política, en la educación, en el entretenimiento y la moda. La influencia artística y cultural de la ciudad es de las más fuertes del país. Además, en ella se encuentra la sede central de la Organización de las Naciones Unidas, lo que también la convierte en un importante punto de las relaciones internacionales.

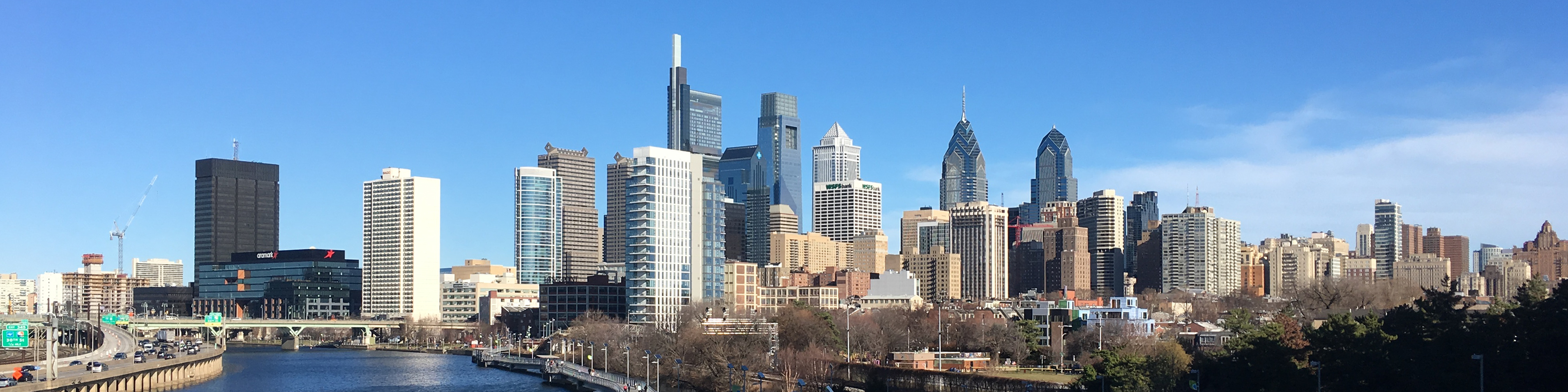
El horizonte de Filadelfia, Pensilvania, visto desde el puente South Street sobre el río Schuylkill.

Por su parte, Filadelfia es un gran centro histórico, cultural y artístico en los Estados Unidos, y de la misma forma un importante puerto industrial sobre el río Delaware, que se extiende hasta el Océano Atlántico. Se encuentra en el primer lugar en el país en puestos de trabajo por milla cuadrada, por delante de la ciudad de Nueva York y Washington D. C. La ciudad ha experimentado un aburguesamiento y tiene uno de los más altos costos de vida de los Estados Unidos, y sigue siendo una de las ciudades con mejor nivel de vida en el mundo.